# Sander Øverjordet
Sander Andreassen Øverjordet (født 8. april 1996 i Oslo, Norge) er en norsk håndboldspiller, som spiller i HC Erlangen og på Norges herrehåndboldlandshold.
Han deltog under EM i håndbold 2020 i Sverige/Østrig/Norge.